# 松野尾勝明
松野尾 勝明（まつのお かつあき、1889年（明治22年）6月5日 - 1972年（昭和47年）4月19日）は、大日本帝国陸軍軍人。最終階級は陸軍少将。

## 経歴・人物
神奈川県出身とされるが、実際には山形県山形市香澄町にて出生。父は代々城代家老の家柄であった水野家から養子として入った元明、母は多か。その後一家は北海道滝川に屯田兵として入植。
1910年（明治43年）陸軍士官学校第22期卒業、陸軍歩兵少尉に任官。
1939年（昭和14年）歩兵第108連隊長（第21軍、第104師団、歩兵第132旅団）に任ぜられ、支那事変に出征。汕頭攻略、翁英作戦など南支那での作戦に参戦する。
1941年（昭和16年）12月に朝鮮軍（混成第101連隊長）、1943年（昭和18年）3月に陸軍少将・第116歩兵団長（第13軍、第116師団）、1944年（昭和19年）1月に独立歩兵第7旅団長（第34軍、安慶にて編成し、南昌に進出）を経て、同年10月、予備役に編入する。1945年（昭和20年）3月、応召され、歩兵第84旅団長（支那派遣軍、第1軍、第114師団）に任官し、太原にて終戦を迎えた。
1947年（昭和22年）11月28日、公職追放仮指定を受けた。

## 親族
父方の長兄（伯父）には、幕末の老中首座を務めた水野忠精所領である山形藩城代家老として、戊辰戦争時に薩長軍と対峙し、敗戦の責任を取るため自から処刑を求め、山形市内に戦火が及ぶことを防いだ水野元宣がいる。また末弟の松野尾繁雄は、東京帝国大学法学部を卒業後、弁護士から戦時中日本ゴム統制組合常務、戦後の日本ゴム常務を経て福岡製紙（現王子製紙）会長を務めた。

## 栄典
- 1911年（明治44年）3月10日 - 正八位[5]